# Gianni Cuperlo
Gianni Cuperlo (n. 3 septembrie 1961, Trieste, Teritoriul Liber al Triestului⁠(d)) este un politician italian.